# Бектон, Мекай
Мекай Бектон (англ. Mekhi Becton; 18 апреля 1999, Хайленд-Спрингс, Виргиния) — профессиональный футболист, выступающий на позиции тэкла нападения в клубе НФЛ «Нью-Йорк Джетс». На студенческом уровне выступал за команду Луисвиллского университета, признавался лучшим блокирущим линейным конференции ACC по итогам сезона 2019 года. На драфте НФЛ 2020 года был выбран в первом раунде под общим одиннадцатым номером.

## Биография
Мекай Бектон родился 18 апреля 1999 года в населённом пункте Хайленд-Спрингс в Виргинии. Там же он окончил старшую школу, в составе её футбольной команды выигрывал чемпионат штата в классе 5A. Также Бектон играл в баскетбол на позиции центрового. На момент выпуска он считался лучшим линейным нападения в Виргинии и входил в число двадцати лучших на своей позиции в стране. После окончания школы поступил в Луисвиллский университет.

### Любительская карьера
В турнире NCAA Бектон дебютировал в 2017 году. Он сыграл в десяти матчах в стартовом составе команды, нападение которой заняло третье место в стране по среднему количеству набираемых на выносе ярдов. В сезоне 2018 года он провёл тринадцать игр на месте тэкла, отличившись тачдауном в игре против «Индианы Стейт».
В сезоне 2019 года Бектон сыграл в восьми матчах. В декабре он объявил об отказе от участия в Мьюзик-Сити Боуле и своём выходе на драфт НФЛ в 2020 году. По итогам сезона он получил приз Джейкобс Блокинг Трофи, вручаемый самому выдающемуся блокирующему в конференции ACC. Он стал первым в истории колледжа обладателем этой награды.

### Профессиональная карьера
Перед драфтом аналитик сайта Bleacher Report Мэтт Миллер сильными качествами Бектона называл его антропометрические данные, идеально подходящие для тэкла, его подвижность и высокую эффективность в выносном нападении. К недостаткам он относил риск быстрого набора лишнего веса, невысокую скорость принятия решений и не лучшую игру на открытом пространстве.
На драфте Бектон был выбран в первом раунде под общим одиннадцатым номером клубом «Нью-Йорк Джетс». Двадцатого июля 2020 года он подписал с клубом контракт новичка на общую сумму 18,45 млн долларов. В своём дебютном сезоне он провёл тринадцать матчей в роли стартового левого тэкла команды, проявив себя как один из лучших блокирующих НФЛ в выносной игре. Всего в регулярном чемпионате Бектон провёл на поле 691 снэп нападения. В 2021 году он получил травму колена. Прогнозируемый срок восстановления составлял от четырёх до восьми недель, но он пропустил почти весь сезон, выйдя на поле только в одном матче чемпионата. В последующее межсезонье Бектон набрал лишний вес, вызвав беспокойство руководства клуба, рассматривавшего вариант с выбором тэкла на драфте, но затем отказавшегося от этих планов.
В августе 2022 года во время тренировки Бектон снова травмировал колено. Через несколько дней было объявлено, что игроку потребуется операция и он полностью пропустит сезон.